# Tanoh Depet
Tanoh Depet is een bestuurslaag in het regentschap Aceh Tengah van de provincie Atjeh, Indonesië. Tanoh Depet telt 477 inwoners (volkstelling 2010).